# Resultados do Carnaval de Recife em 2008
Resultados do Carnaval de Recife em 2008.

## Escola de samba
| Grupo Especial | Grupo Especial   | Grupo Especial | Grupo Especial |
| Colocação      | Entidade         | Pontos         | Ref.           |
| -------------- | ---------------- | -------------- | -------------- |
| 1º             | Gigante do Samba | 97             | [ 1 ] [ 2 ]    |
| 2º             | Galeria do Ritmo | 94             | [ 1 ] [ 2 ]    |

## Maracatu do Baque Virado
| Grupo Especial | Grupo Especial    | Grupo Especial |
| Colocação      | Entidade          | Ref.           |
| -------------- | ----------------- | -------------- |
| 1º             | Estrela Brilhante | [ 2 ]          |
| 1º             | Porto Rico        | [ 2 ]          |

## Caboclinho
| Grupo Especial | Grupo Especial    | Grupo Especial |
| Colocação      | Entidade          | Ref.           |
| -------------- | ----------------- | -------------- |
| 1º             | Kapinawa          | [ 2 ]          |
| 2º             | Cahetes de Goiana | [ 2 ]          |

## Maracatu do Baque Solto
| Grupo Especial | Grupo Especial    | Grupo Especial |
| Colocação      | Entidade          | Ref.           |
| -------------- | ----------------- | -------------- |
| 1º             | Cruzeiro do Forte | [ 2 ]          |
| 2º             | Estrela de Ouro   | [ 2 ]          |

## Clube de Boneco
| Grupo Especial | Grupo Especial | Grupo Especial |
| Colocação      | Entidade       | Ref.           |
| -------------- | -------------- | -------------- |
| 1º             | Seu Malaquias  | [ 2 ]          |
| 2º             | Tadeu no Frevo | [ 2 ]          |

## Clube de Frevo
| Grupo Especial | Grupo Especial   | Grupo Especial |
| Colocação      | Entidade         | Ref.           |
| -------------- | ---------------- | -------------- |
| 1º             | Bola de Ouro     | [ 2 ]          |
| 2º             | Pavão Misterioso | [ 2 ]          |

## Bloco de Pau e corda
| Grupo Especial | Grupo Especial       | Grupo Especial |
| Colocação      | Entidade             | Ref.           |
| -------------- | -------------------- | -------------- |
| 1º             | Madeira do Rosarinho | [ 2 ]          |
| 2º             | Banhistas do Pina    | [ 2 ]          |

## Troça
| Grupo Especial | Grupo Especial       | Grupo Especial |
| Colocação      | Entidade             | Ref.           |
| -------------- | -------------------- | -------------- |
| 1º             | Abanadores do Arruda | [ 2 ]          |
| 2º             | Tô Chegando Agora    | [ 2 ]          |

## Urso
| Grupo Especial | Grupo Especial       | Grupo Especial |
| Colocação      | Entidade             | Ref.           |
| -------------- | -------------------- | -------------- |
| 1º             | Cangaçá de Água Fria | [ 2 ]          |
| 2º             | Branco do Zé         | [ 2 ]          |

## Boi
| Grupo Especial | Grupo Especial | Grupo Especial |
| Colocação      | Entidade       | Ref.           |
| -------------- | -------------- | -------------- |
| 1º             | Boi Faceiro    | [ 2 ]          |
| 2º             | Boi Estrela    | [ 2 ]          |